# Cubilla de la Sierra
Cubilla de la Sierra es una localidad del municipio burgalés de Partido de la Sierra en Tobalina, en la Comunidad Autónoma de Castilla y León (España). 
La iglesia está dedicada a san Román.

## Localidades limítrofes
Confina con las siguientes localidades:
- Al norte con Orbañanos.
- Al este con Bozoó.
- Al sur con Silanes.
- Al suroeste con Miraveche.
- Al oeste con La Molina del Portillo de Busto y Valderrama.

## Demografía
Evolución de la población
| Gráfica de evolución demográfica de Cubilla de la Sierra entre 2000 y 2017 |
|                                                                            |
| Población de derecho (2000-2017) según el padrón municipal del INE         |

## Historia
Así se describe a Cubilla de la Sierra en el tomo VII del Diccionario geográfico-estadístico-histórico de España y sus posesiones de Ultramar, obra impulsada por Pascual Madoz a mediados del siglo XIX:

Villa en la provincia, diócesis, audiencia territorial y capitanía general de Burgos (12 leguas), partido judicial de Villarcayo (8), ayuntamiento titulado del Valle de Tobalina (1); Situada en una cuesta muy elevada llamada de Umión, desde donde se domina parte de la Rioja, Burgos y dicho valle; su clima es fresco, la combaten todos los vientos y las enfermedades que se padecen con más frecuencia son los constipados. Tiene 30 casas; una escuela de ambos sexos dotada con 14 fanegas de trigo; una fuente dentro de la población y varias en el término todas ellas de excelentes aguas; una iglesia parroquial (San Martín) con su cementerio al N, servida por un cura párroco y un sacristán. Confina el término N con Orbañanos; E Obarenes; S Mirabeche, y O Valderrama. El terreno es montuoso y de mala calidad; se crían en la referida cuesta de Umión hayas, encinas y bojes; hay también algunos prados naturales que producen la buena yerba llamada en el país lebruna. Caminos: tiene uno real en dirección a la Rioja y montaña, el cual está a medio hacer. Producciones: trigo, cebada y demás semillas en corta cantidad, siendo la mayor cosecha la del trigo; sostiene ganado caballar y mular; hay caza de perdices, liebres y bastantes lobos. Industria: la agricultura y ganadería. Población: 17 vecinos, 64 almas. Capital productivo: 179.010 reales. Imponible: 17.169.
Diccionario geográfico-estadístico-histórico de España y sus posesiones de Ultramar